# Palacio de Ribeira
El Palacio de Ribeira (en portugués: Paço da Ribeira) fue el palacio real de Lisboa durante más de 200 años, hasta su destrucción por el terremoto de Lisboa de 1755. La plaza en la que se encuentra el palacio es una de las más importantes plazas actuales de Lisboa, la Praça do Comércio.

## Historia
Cuando residían en Lisboa durante el medievo, los Reyes de Portugal acostumbraban a vivir en el Castillo de San Jorge, que corona una alta colina en el vecindario de Alfama. En el siglo XV y principios del XVI, las expediciones marítimas llevadas a cabo en la Era de los descubrimientos convirtieron a Lisboa en una importante ciudad portuaria, responsable del comercio entre el reciente Imperio portugués, África y la India. Manuel I de Portugal decidió alrededor del año 1500 construir un nuevo Palacio Real a la orilla (ribeira) del río Tajo modificando por completo el paisaje de la ciudad. 
El Palacio de Ribeira fue terminado alrededor del año 1511. El rey Manuel y la corte se acercaron así al corazón comercial e industrial de la ciudad. Las áreas cercanas al palacio fueron ocupadas por el puerto, el astillero (Ribeira das Naus), clientes y otros órganos responsables de la regulación del comercio marítimo.
El edificio inicial ocupaba la cara occidental de gran área junto al río, la actual Praça do Comércio en Lisboa. El estilo del palacio era probablemente manuelino (gótico tardío portugués) y tenía varias galerías renacentistas con arcos en su fachada. La torre junto al río se transformaría más tarde en una terraza desde la que se podía apreciar el bullicio del río. El palacio también tenía un jardín privado con árboles frutales y otras plantas.

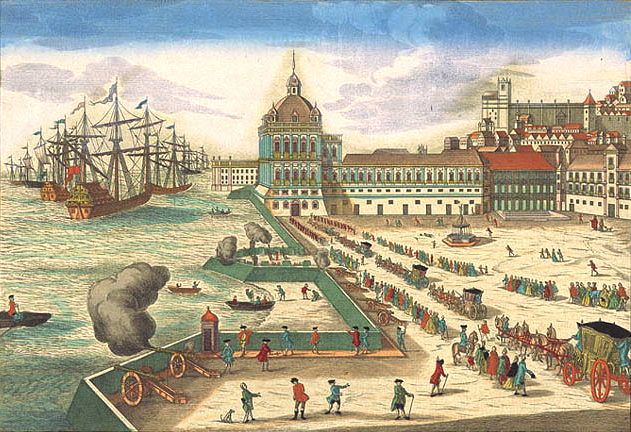
Vista de la Plaza de Ribeira y del Palacio a principios del. La característica principal del edificio es la gran torre manierista junto al río

Cuando la Corona portuguesa pasó a manos de Felipe II de España en 1580, el rey español visitó Lisboa y ordenó la construcción de una nueva torre junto al palacio. Esta enorme construcción, situada junto al río y construida en un estilo manierista fue diseñada por el italiano Filippo Terzi. Dominaba el paisaje urbano del Ribeira y fue el motivo favorito de los pintores de visita por Lisboa. La entera fachada del palacio se renovó en estilo manierista. La famosa Biblioteca Real se instaló en la torre.
Otro rey que mejoró el palacio fue Juan V de Portugal, que invirtió grandes sumas de dinero—provenientes de las minas de oro de Brasil—para ampliar y embellecer el Palacio de Ribeira. La capilla manuelina original se convirtió en una iglesia barroca y el palacio ganó otra ala, paralela a la anterior. Más tarde, en el mismo siglo, José I de Portugal construyó la Ópera Real junto al palacio, que fue diseñada por el italiano Giuseppe Bibiena.
El Palacio de la Ópera, inaugurado en 1755, sólo permaneció en pie unos pocos meses. El 1 de noviembre de 1755 un terremoto, el maremoto y el fuego que le sucedieron destruyeron el palacio y la mayor parte de Lisboa. El rey José I sobrevivió, pues no se encontraba en el palacio. Su primer ministro, el Marqués de Pombal coordinó un esfuerzo de reconstrucción masivo. Los reyes abandonaron la zona de Ribeira y trasladaron el palacio al barrio de Ajuda (Lisboa) y Santa Maria de Belém.
La antigua plaza (Terreiro do Paço) dio lugar a una nueva plaza, la Praça de Comércio. Las dos torres de las esquinas de la plaza son reminiscencias de la antigua torre del Palacio de Ribeira.